# رودبارک پایین
رودبارک پایین  (به مازندرانی: رووارک roovarek) یکی از روستاهای مازندرانی زبان شهرستان مهدی‌شهر در استان سمنان است. این روستا در فاصله ۶۵ کیلومتری شمال مهدیشهر جای گرفته‌است. بر پایه سرشماری در سال ۱۳۸۵، جمعیت این روستا ۱۸ نفر (۱۲ خانوار) و در سال ۱۳۷۵ ۱۹ نفر (۸ خانوار) بوده‌است.